# Erste Russische Kunstausstellung Berlin 1922

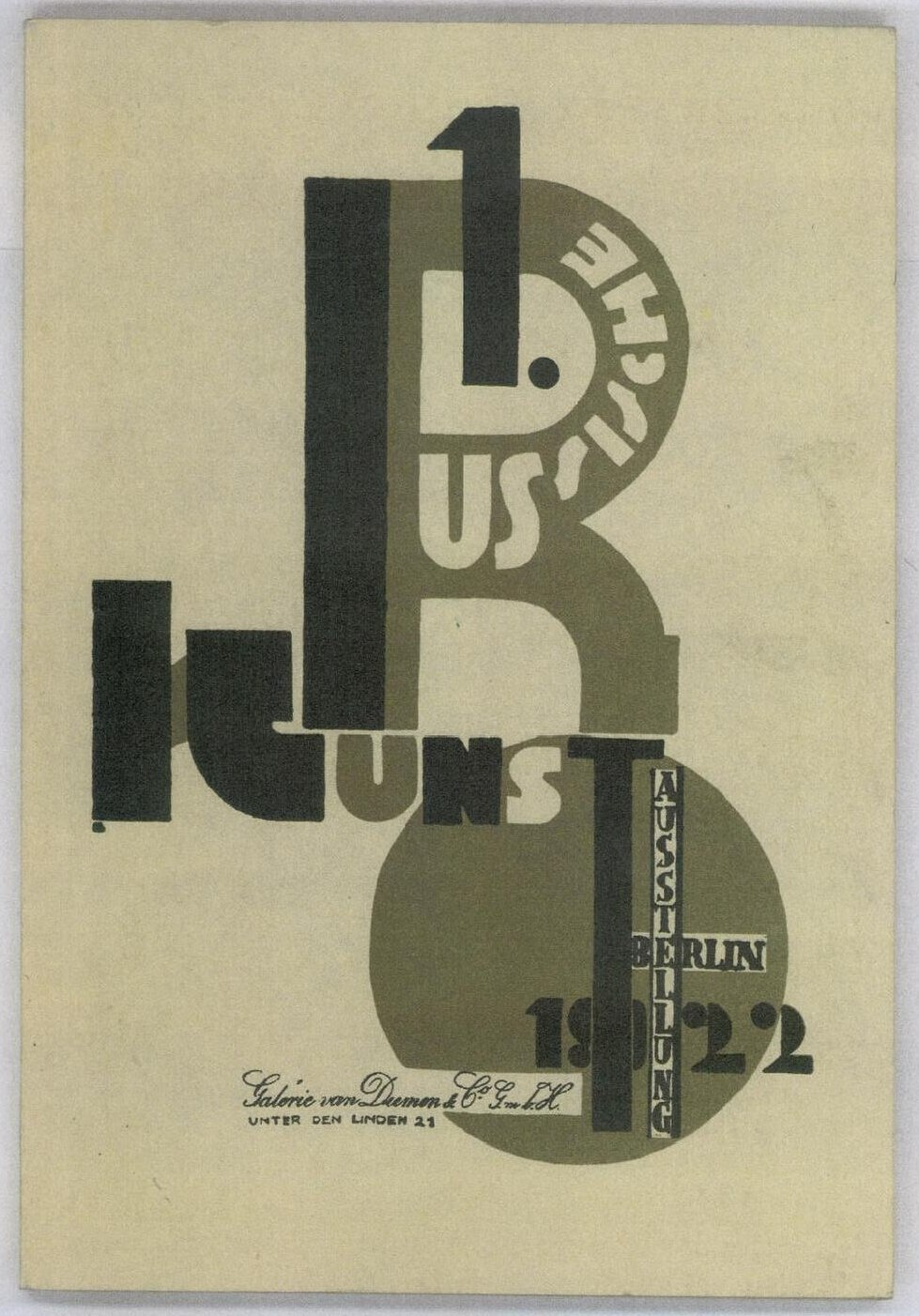
Titelseite zum Ausstellungskatalog von El Lissitzky

Die Erste Russische Kunstausstellung Berlin 1922 fand 1922 in der Galerie van Diemen & Co. statt. Sie hatte anfangs ein vielfältiges Echo ausgelöst, ist aber nach den frühen 1930er Jahren in Vergessenheit geraten. Mit der Neubewertung des russischen Anteils an der Entwicklung der modernen Kunst jedoch hat das Interesse an dieser Veranstaltung, die nicht zuletzt für die Ausbreitung des Konstruktivismus fundamentale Bedeutung erlangte, ständig zugenommen, ist ihre einstige Existenz fast schon zur Legende geworden. Es steht außer Zweifel, dass sie fortan ihren festen Platz in der Geschichte der modernen Kunst behalten wird.

## Vorbereitung
Anfang 1922 wurde vom Volkskommissar für Bildungswesen Anatoli Lunatscharski an David Sterenberg (1881–1948), Leiter der Petrograder Hauptstelle der Kulturabteilung des Narkompros (Volkskommissariats für Bildungswesen), der Auftrag erteilt „eine Ausstellung von Gemälden russischer Künstler in Berlin zu organisieren und ihre Gesamtleitung zu übernehmen“.
Die Vorbereitung „wurde auch dadurch begünstigt, dass im erwähnten Zeitraum Vertreter der Berliner Firma van Diemen nach Moskau kamen. Die Firma betrieb Kunsthandel und organisierte Ausstellungen. Sie stellte zu äußerst günstigen Bedingungen den Ausstellungsraum zur Verfügung, und das spielte offenbar die entscheidende Rolle dabei, dass das Volkskommissariat diese Einladung annahm.“

## Eröffnung
An der Eröffnung am 15. Oktober 1922 nahmen neben den Organisatoren vom Russischen Kommissariat für Volksbildungswesen und Kunst, zusammen mit dem Auslandskomitee zur Organisierung der Arbeiterhilfe für die Hungernden in Russland, beteiligten Künstlern und Neugierigen aus den Teilen der russischen Kolonie Berlins, auch aus der russischen Bourgeoisie, von deutscher Seite u. a. Friedrich Heilbron vom Auswärtigen Amt, Herbert Hausschild (1880–1928) von der Reichskanzlei und der Reichskunstwart Erwin Redslob teil.

## Ausstellung
Die Ausstellung wurde in Berlin, Unter den Linden 21, in den Räumen der Galerie van Diemen gezeigt. Sie sollte ursprünglich einen Monat dauern, wurde aber bis zum Jahresende verlängert. Dabei handelte es sich nicht nur um die erste Präsentation russischer Kunst zu Anfang des 20. Jahrhunderts im Westen Europas, sondern zugleich um einen frühen Höhepunkt sowjetischer auswärtiger Kulturpolitik. Willi Münzenberg sagte bei der Eröffnung, dass die Ausstellung ein Beweis dafür sei, dass in Russland nicht nur zerstörende und niederreißende Element am Werk seien… Der Sozialismus sei der Boden, auf dem neue große Kunst und eine neue schöpferische Kultur geschaffen werden könne.
Adolf Behne feierte die Ausstellung als die „kühnste und an produktiver künstlerischer Arbeit reichste Ausstellung, die Berlin seit langem gesehen hat“, während das Fazit von Paul Westheim gleichwohl war: „[…] eine der interessantesten Kunstbilanzen, die uns seit Jahren gegeben worden sind.“
Während ihrer zehnwöchigen Dauer in Berlin soll die Ausstellung rund 15.000 Besucher angelockt haben, was für die damalige Zeit einen beachtlichen Erfolg bedeutet und ihre Attraktivität auf den Kunstbetrieb unterstreicht.
„Ursprünglich sollte die Ausstellung noch durch mehrere europäische Hauptstädte und nach New York wandern. Trotz großer Bemühungen verweigerte aber bereits die französische Regierung dafür die Genehmigung, und so wurde die Ausstellung nur noch im Stedelijk Museum in Amsterdam vom 29. April bis 28. Mai 1923 gezeigt. El Lissitzky und der Holländer Peter Alma, der in Berlin arbeitete, organisierten die Übernahme und dortige Aufstellung. Veranstalter in Amsterdam waren wieder das Kommissariat für Kunst und Wissenschaft (Sterenberg) sowie das Algemeen Comite voor Economischen Opbouw van Rusland.“

## Ausstellungskatalog
Der 31 Textseiten starke Katalog, dessen Umschlag El Lissitzky entworfen hatte, enthält eingangs auf zwölf Seiten ein dreiteiliges Vorwort, dessen Autoren Sterenberg „i.A. des Volkskommissariats für Kunst und Wissenschaft“, Redslob und Arthur Holitscher sind.
Unter anderem stellte Redslob darin fest:

„So sind Heimat und Gegenwart als die zwei Pole zu erkennen, die das heutige Kunstleben entscheidend bestimmen – darüber hinaus bestimmen sie die eigenartige Form eines europäischen Zusammenschlusses, der sich vorbereitet. Die alte Sehnsucht Rußlands nach Europa, in der so viel Glaube, Hingabe und – für uns andere Völker – auch Verpflichtung liegt, ringt nach Erfüllung. <…> Denn Austausch, gegenseitiges Eindringen in die Eigenart und freudige Anerkennung des Anderen: das sind die Grundlagen des Europas der Geister, um das wir ringen.“

Im fünfseitigen Teil Zur Einführung eines nicht namentlich genannten Verfassers wurden einzelne Kunstrichtungen mit ausgewählten Künstlern genannt, gefolgt vom Verzeichnis der ausgestellten Werke sowie einem Teil Abbildungen mit 45 schwarz-weißen Bildseiten, die die Fotos von 48 Plastiken und Gemälden sowie einiger Porzellane enthielten.
Die Einführung zum Katalog gibt schlüssig Auskunft über die Gliederung des Materials der ausgestellten Künstler nach Entwicklungsphasen, Richtungen, Schulen, Gruppen und Gattungen. An diese im Wesentlichen stil-chronologische Einteilung hat man sich wohl auch beim Aufbau der Ausstellung gehalten. Die Werke der älteren Künstlergeneration wurden im Erdgeschoss der Galerie ausgestellt und die der Avantgardisten, die rund ein Drittel des gesamten Materials umfassten und das eigentlich Spektakuläre der Schau ausmachten, in der ersten Etage.
Aus der Gruppe der Peredwischniki (russisch Передвижники) wurden Wiktor Wasnezow und Abram Archipow hervorgehoben, aber auch Ossip Bras, der durch zartgraue Stillleben vertreten war, sowie Michail Schemjakin und Dmitri Schtscherbinowski mit Landschaften, die an die Schule von Isaak Lewitan erinnerten, sowie andere Vertreter.
Konstantin Korowin, als einer der beliebtesten impressionistischen Maler in Russland, zeigte stimmungsvolle Landschaften mit zarten, träumenden, von Licht überfluteten Frauengestalten. Der Impressionismus hat in Russland nie eine solche Ausdehnung wie in Mitteleuropa angenommen und ist wohl mit den Namen von Alexander Gausch, Stanislaw Schukowski (Żukowski) sowie Konstantin Juon erschöpft.

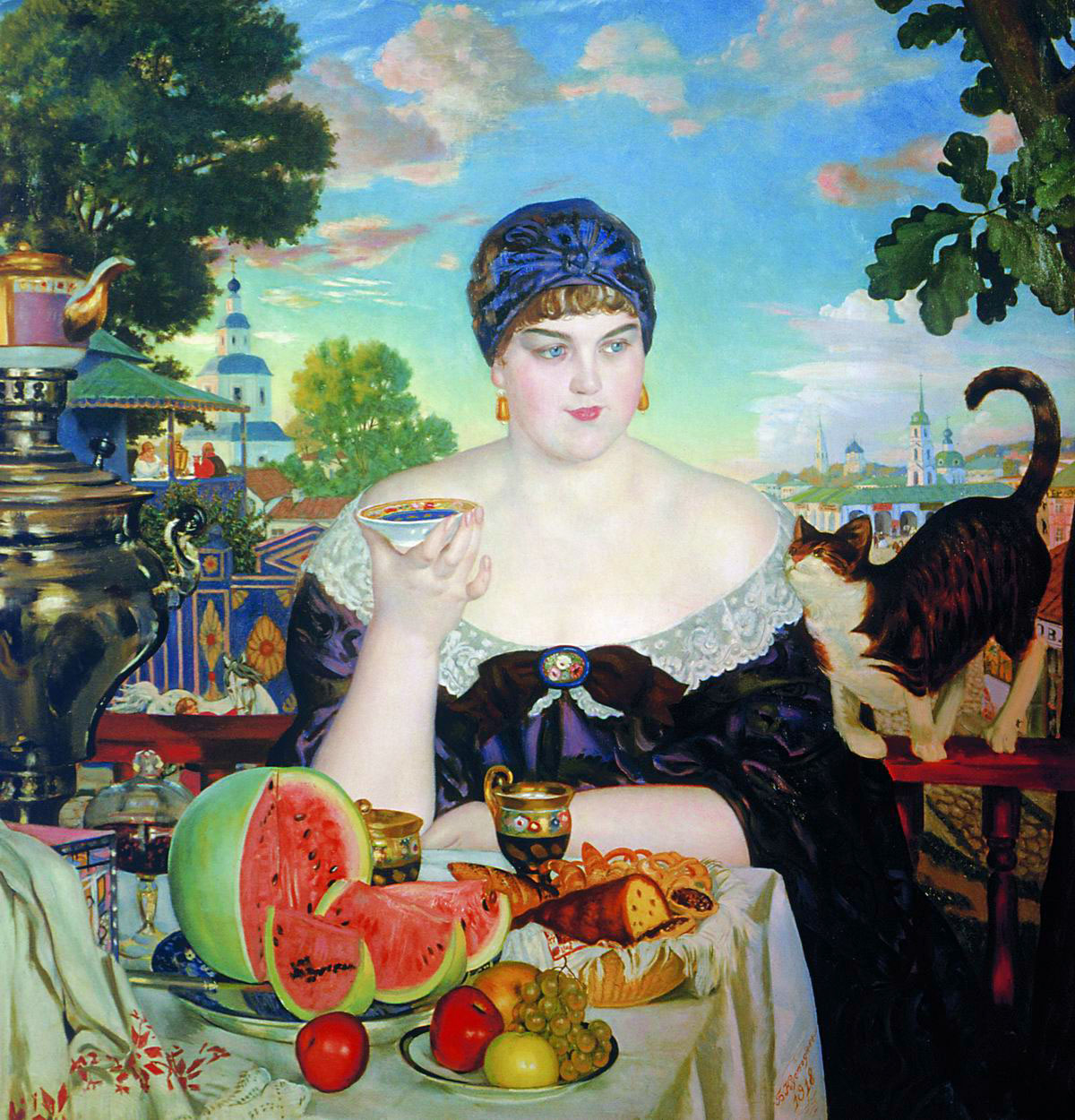
Boris Kustodijew: Gattin des Kaufmanns (1912) – im Katalog: Frau am Samowar

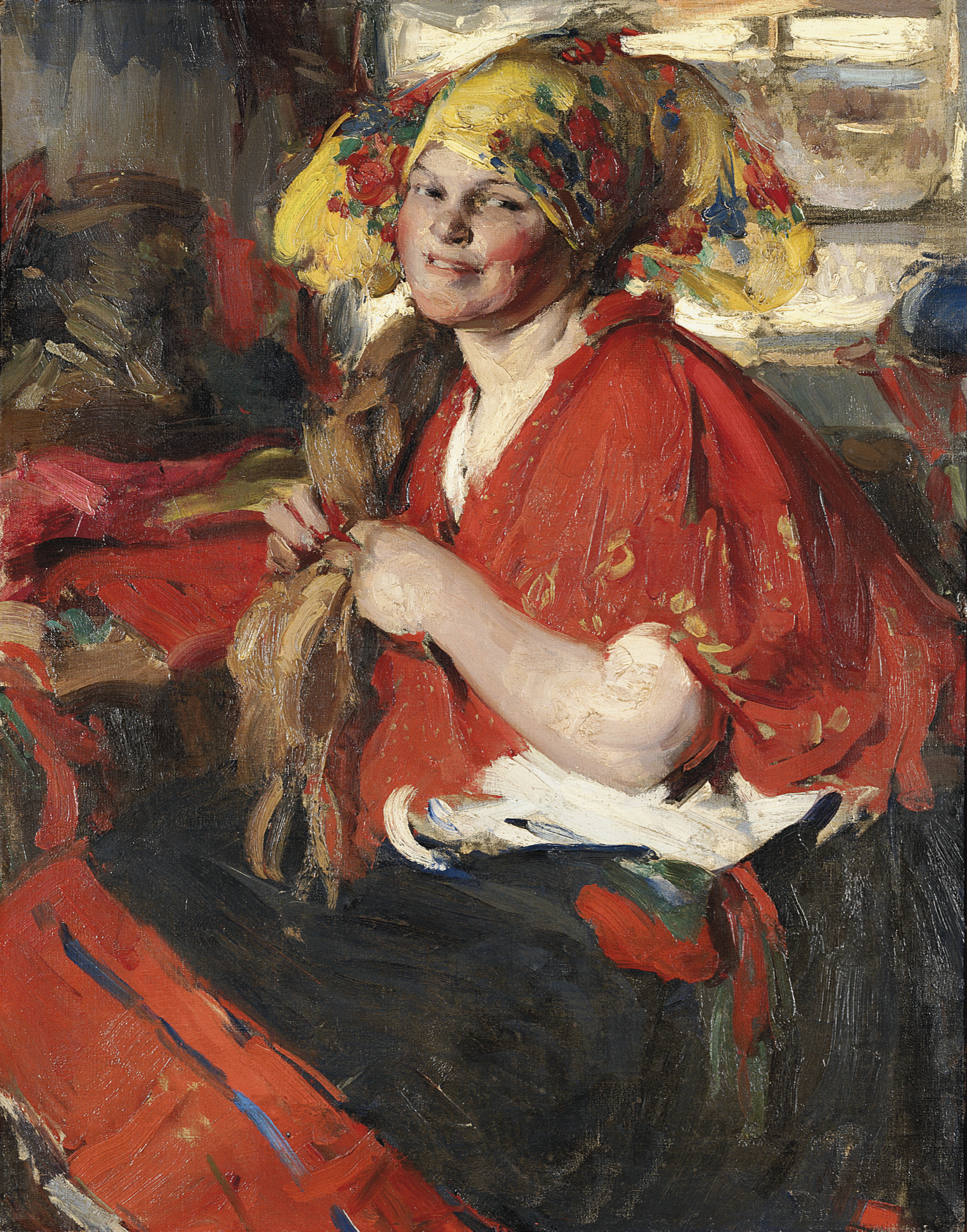
Abram Archipow: Bäuerin (vor 1922)

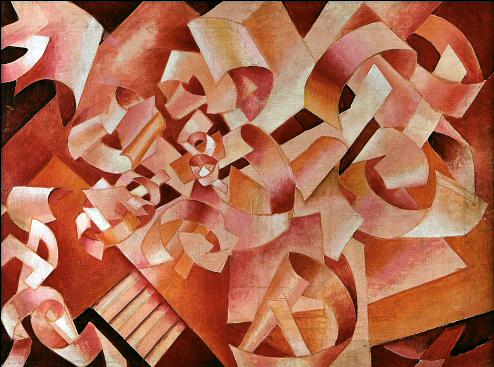
Wladimir Baranow-Rossiné: Rosa Farbe (vor 1922)

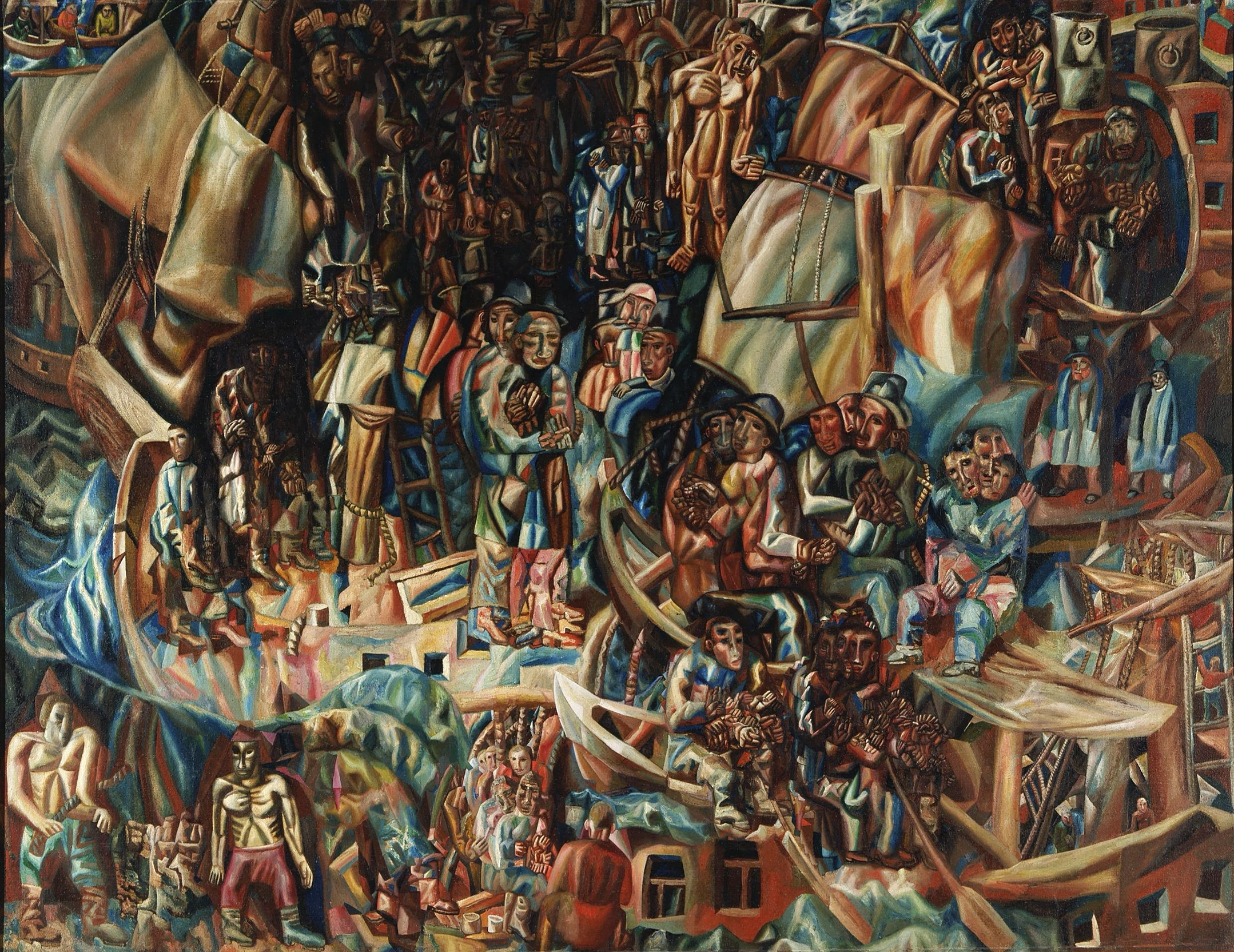
Pawel Filonow: Komposition (1919)

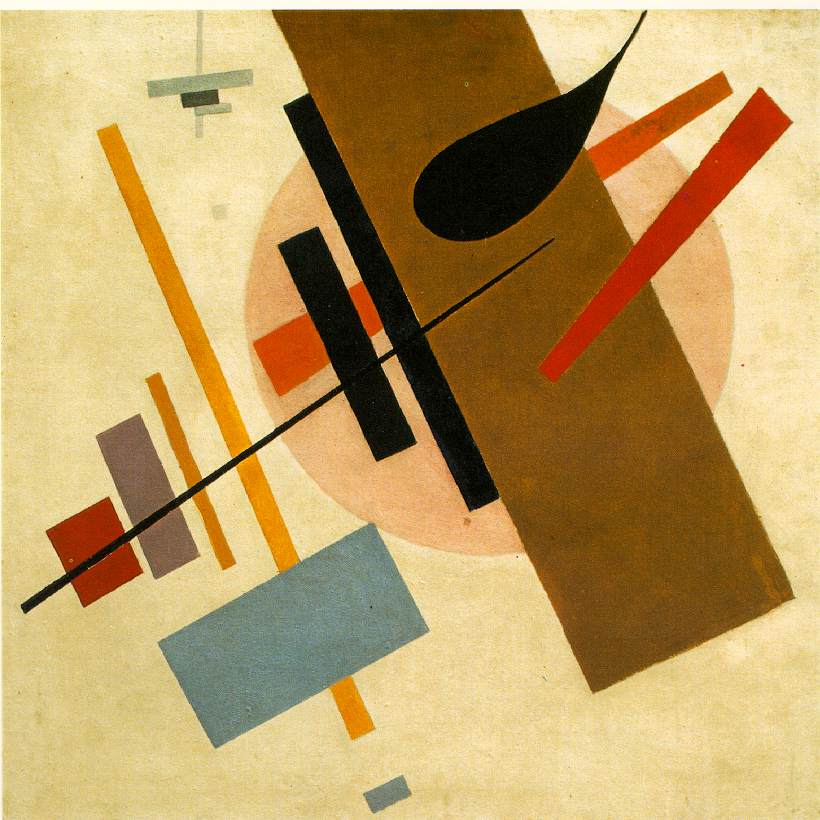
Kasimir Malewitsch: Suprematismus (1916) – ist im Katalog um 180° gedreht abgebildet

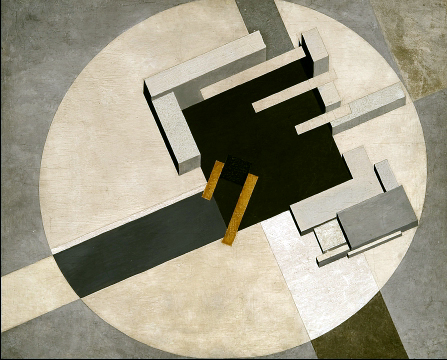
El Lissitzky: Stadt (1920 oder 1921)

Eine weitere Gruppe Mir Iskusstwa war vor allem durch Boris Kustodijew vertreten. Außerdem wurden feine Zeichnungen und Dekorationen von Alexander Benois und Mstislaw Dobuschinski gezeigt.
Die Gruppe Karo-Bube (russisch Бубно́вый вале́т) stellte Pjotr Kontschalowski und Aristarch Lentulow mit Landschaften und Frauenfiguren als russische Vertreter der Schule Cézannes, sowie Wassili Roschdestwenski und Robert Falk aus, letzteren mit zwei fein gemalten, gut kolorierten Mädchenportraits. Diese beiden Künstler näherten sich in einer Seite ihres Schaffens bereits dem Kubismus, zu deren Vertretern auch Alexander Kuprin, Nadeschda Udalzowa, Iwan Puni und eine ganze Reihe junger Maler zählten.
Der russische Kubismus hat sich selbständig entwickelt und darin seinen Ausdruck gefunden, dass die Maler nicht bei einem Schema geblieben sind. Als Übergangsstadium der kubistischen zur gegenstandslosen Malerei, die sich von den Erscheinungen der sichtbaren Welt abwendet, waren die Werke von Warwara Stepanowa, Wladimir Baranow-Rossiné, Pawel Filonow und Natan Altman zu sehen. Letztere Künstler ließen sich nur schwer in den Rahmen einer jener Schulen bringen, die auf der Ausstellung vertreten waren.
Als Vertreter des Expressionismus wurden Dawid Burljuk und Marc Chagall gesehen, während junge Künstler wie  Martiros Sarjan, Alexander Iwanow, Pain und andere zum Primitivismus zählten.
Auf sie folgten Vertreter des Suprematismus vor allem in den Bildern von Kasimir Malewitsch, aber auch Olga Rosanowa, Ljubow Popowa, El Lissitzky, sowie einigen Werken von Alexander Rodtschenko. Ihre Bilder beruhen auf dem Rhythmus abstrakter Flächen, welche nach der Theorie der Suprematisten genaue Gesetze haben, aus denen sich die große Bewegung der gegenstandslosen Kunst entwickelt hat. Als weiterer Vertreter des Konstruktivismus muss auch Wladimir Tatlin erwähnt werden, der in Russland als Erster das sogenannte Contre-Relief dargestellt hat, welches, aus der Fläche entstanden, reale Stoffe im Raume verwirklicht.
Parallel zu den Konstruktivisten steht der Bildhauer Naum Gabo, dessen Werke die Skulptur als solche dadurch revolutionieren, dass sie nicht mehr Plastik als Masse sind, sondern Konstruktionen.
Auch die Arbeiten der staatlichen Porzellan- und Graviersteinfabrik waren von großem Interesse, als Versuche einer Produktionsarbeit, die mit Kunst verbunden ist.
Die Theaterabteilung zeigte die Arbeiten einiger Maler, so die Skizze von Georgi Jakulow für die Brambilla von Hoffmann, die im Moskauer Kammertheater aufgeführt wurde. Jakulow war der Erste, der zusammen mit Tatlin Theater-Dekorationen konstruktiv behandelte.
In der Ausstellung gab es auch einige Plakate, die in kleinem Maßstabe die Arbeitsweise russischer Maler zeigen.
Selbstverständlich gehören all diese Künstler nur annähernd zu den genannten Gruppen. Untereinander waren sie damals enger verbunden, was ihre ausgestellten Werke bezeugten.

## Verzeichnis und Abbildungen
Das Verzeichnis des Ausstellungskatalogs führt die Künstler separat auf nach Rubriken: Gemälde, Aquarelle, Zeichnungen, Holz- und Linoleum-Schnitte, Kupferdrucke, Plakate, Architektur- und Theater-Entwürfe, Sculpturen, Porzellane / Glas / Dekorative Arbeiten / Halbedelsteine.
Der Katalog enthält auch Abbildungen von folgenden ausgestellten Werken der vertretenen Künstler (Namen in aktueller Transkription):
- Kustodijew: Frau am Samowar
- Schukowski: Winter
- Archipow: Beim Zeitungslesen; Bäuerin
- Krymow: Landschaft
- Korowin: Mädchen
- Maschkow: Landschaft
- Gerassimow: Alte Frau
- Burljuk: Porträt (Kamenski)
- Falk: Porträt
- Filonow: Komposition
- Kusnietzow: Landschaft
- Lentulow: Zwei Frauen
- Kontschalowski: Porträt
- Chagall: Die Hausfrau
- Pevsner: Stillleben
- Roschdestwenski: Stillleben
- Udalzowa: Am Piano
- Popowa: Komposition
- Exter: Venedig
- Malewitsch: Suprematismus
- Rodtschenko: Gegenstandslos
- Kandinsky: Komposition
- Drewin: Komposition
- Altman: Petrokommuna
- Sterenberg: Stillleben (Faktur-Kontrast), Vase (Faktur-Kontrast)
- Altman: Russland (Polychronischer Gegenstand)
- El Lissitzky: Stadt
- Puni: Stillleben
- Benois: Landschaft
- Tschekrygin: Köpfe
- Chagall: Köpfe
- Sterenberg: Studie (Lithographie)
- Koslinski: Nacht
- Schestopalowa: Straßenkampf
- Bruni: Kind
- Jermolajewa: Theaterdekoration (Sieg über die Sonne)
- Jakulow: Skizze für Moskauer Kammertheater (Brambilla)
- Altman: Theaterdekorations-Modell (Moskauer Jüdisches-Kammertheater)
- Tatlin: Wald (Theaterdekoration)
- Exter: Dekoration; Figurine (Moskauer Kammertheater, „Romeo und Julia“)
- Tatlin: Contre-Relief
- Gabo: Raumkonstruktion C (Modell zu einer Glasplastik)
- Archipenko: Ägyptisches Motiv (Fayence); Figur (Bronze)
- Gabo: Konstruktiver Kopf Nr. 2 1916 (Eisen)
- Mechmetzki: Raumkonstruktion
- Porzellane aus der Staatsmanufaktur von Petersburg (1918–1922)

## Weitere ausgestellte Künstler
- Boris Aronsson (Aronsohn)[10]
- Karl Ioganson[11]
- Sergei Kolesnikoff
- Filipp Maljawin[10]
- Alexander Morawow[11]
- Władysław Strzemiński (Stregeminski)[11]
- Leonard Turjanski (Tourjanski)[11]